# Estadio de Tenerife
Estadio de Tenerife, oficjalnie Estadio Heliodoro Rodríguez López – stadion piłkarski położony w Santa Cruz de Tenerife na Teneryfie, na hiszpańskich Wyspach Kanaryjskich. Powstał w 1925 roku i jest stadionem domowym klubu CD Tenerife. Ma wymiary 107 x 70 metrów, dzięki czemu posiada największe pole gry na Wyspach Kanaryjskich.

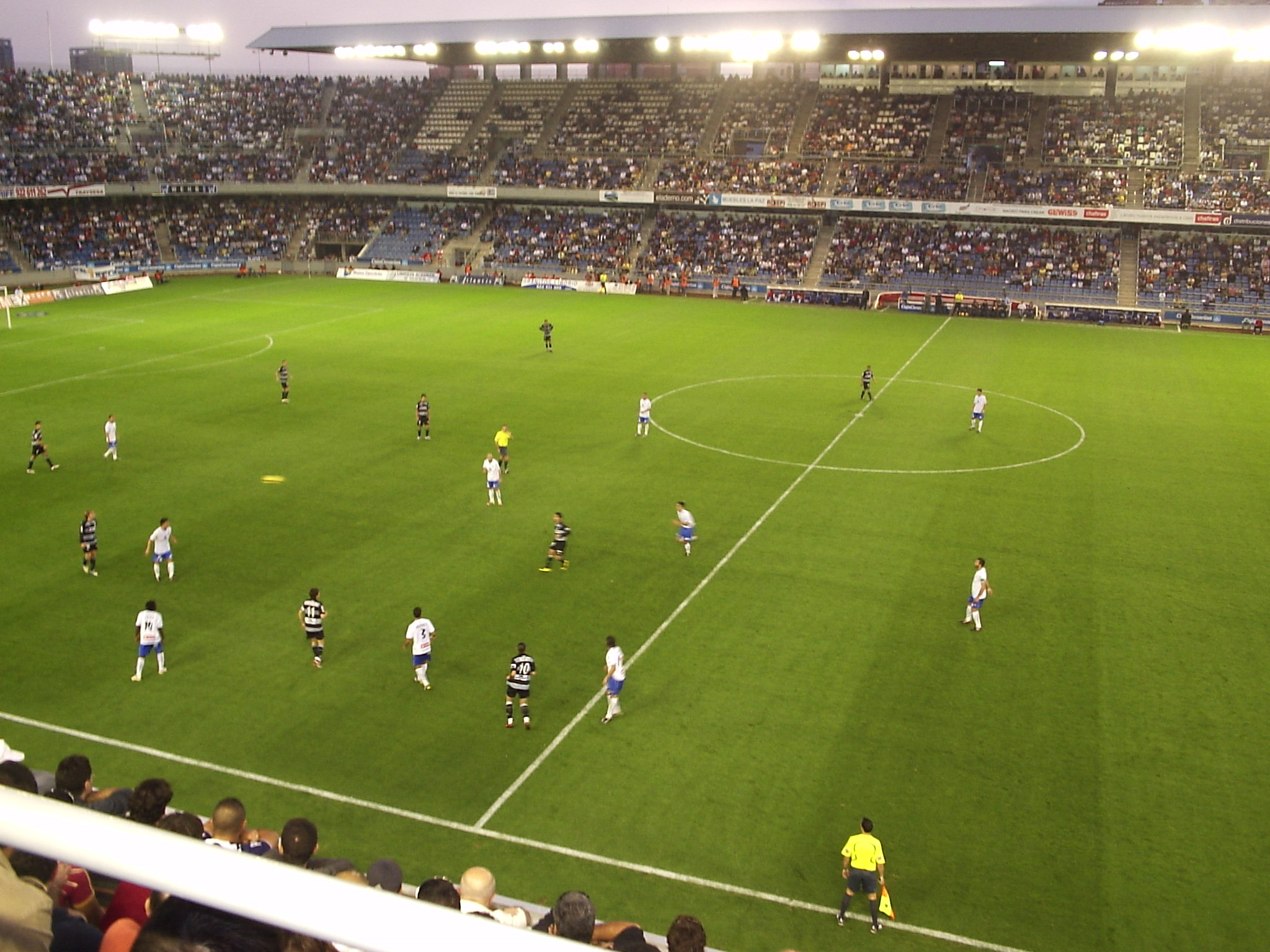
Stadion podczas meczu CD Tenerife - Real Sociedad

## Historia

### Budowa i pierwsze lata
Stadion został otwarty 25 lipca 1925 roku meczem inauguracyjnym między CD Tenerife a Marino CF, który zakończył się wynikiem 2:1 dla gospodarzy. Pierwotnie nosił nazwę "Stadium", którą zmieniono w 1950 roku na cześć Heliodoro Rodrígueza Lópeza, długoletniego prezesa klubu.
Właścicielem obiektu od 1972 roku jest Cabildo Insular de Tenerife (rząd wyspy Teneryfa), które przejęło stadion i od tego czasu odpowiada za jego utrzymanie i modernizację.

### Wielka przebudowa lat 80. i 90.
W 1986 roku dach głównej trybuny został rozebrany z powodu zagrożenia zawaleniem, co zmusiło władze do podjęcia decyzji o kompleksowej modernizacji stadionu. Przebudowa była realizowana etapami:
- 1988 – ukończono nową dwupoziomową trybunę główną, którą otwarto podczas meczu z UD Las Palmas (3:1)
- 1992–1996 – przebudowano trybuny Herradura i Popular (obecnie Anfiteatro), kosztem około 2 miliardów peset (12 mln euro)
- 2000–2001 – dokończono górną kondygnację trybuny San Sebastián za 3,6 mln euro

Architekt Carlos Schwartz, odpowiedzialny za projekt obecnego kształtu stadionu, musiał zmierzyć się z ograniczeniami przestrzennymi wynikającymi z lokalizacji obiektu między ulicami Calle La Mutine i Avenida de San Sebastián oraz bliskością miejskiego pawilonu sportowego.

### Modernizacje XXI wieku
Po awansie CD Tenerife do Primera División w 2001 roku utworzono 27 lóż VIP w sektorze San Sebastián. Dalsze udogodnienia obejmowały:
- 2002 – instalacja bramek obrotowych
- 2009 – tablica wyników wideo nad trybuną Herradura
- 2010 – nowa loża prezydencka dla 90 gości z przeszklonym baldachimem
- 2018 – ring reklamowy przy boisku
- 2020 – oświetlenie LED boiska
- 2025 – wymiana wszystkich siedzeń na szersze ze składanymi oparciami

## Architektura i wyposażenie
Stadion składa się z czterech trybun tworzących zamkniętą konstrukcję dwupoziomową:
- Tribuna (trybuna główna) – z lożą prezydencką i pomieszczeniami administracyjnymi
- San Sebastián – z 27 lożami VIP o pojemności od 8 do 23 miejsc każda
- Herradura – z salą prasową w dolnej części
- Popular/Anfiteatro – z siedzibą CD Tenerife pod górną kondygnacją

Charakterystyczną cechą stadionu jest strome nachylenie górnych kondygnacji, wynikające z ograniczeń przestrzennych. Obiekt posiada także jednostkę kontroli operacyjnej (UCO) zarządzającą systemem kamer bezpieczeństwa.
Boisko o wymiarach 107 x 70 metrów jest pokryte naturalną murawą z nowoczesnym systemem nawadniania i odwadniania. W 2008 roku przeprowadzono gruntowną renowację płyty boiskowej z wykorzystaniem ziemi z ośrodka treningowego Ciudad Deportiva de Geneto-Los Baldíos.

## Znaczenie
Estadio Heliodoro Rodríguez López jest największym stadionem piłkarskim na Wyspach Kanaryjskich pod względem powierzchni boiska. Przez dziesięciolecia był świadkiem najważniejszych momentów w historii kanaryjskiego futbolu, w tym meczów CD Tenerife w Primera División oraz spotkań reprezentacji Hiszpanii.